# Amers
Pour l'œuvre concertante de Kaija Saariaho, voir Amers (Saariaho). Pour les autres homonymes, voir Amer.
Amers est un recueil de poèmes de Saint-John Perse dont la première publication, aux éditions Gallimard, date de 1957. Considéré par de nombreux critiques comme l’aboutissement poétique de Saint-John Perse, il est son plus long poème et est axé autour de l’élément maritime.

## Écriture du recueil
Saint-John Perse commence à rédiger les premiers poèmes d’Amers aux alentours de 1948. Il travaille donc une dizaine d’années sur cette œuvre avant d’en établir l’édition définitive pour les éditions Gallimard. Différentes sous-parties du recueil paraissent dans La Nouvelle Revue française dirigée par Jean Paulhan au cours de ces dix années :
- 1948 : Parution de « Aux baies de marbre noir » ;
- janvier 1953 : Parution des sept premiers chants de « Strophe » ;
- février 1953 : Parution  des chants qui deviendront « Chœur » ;
- juillet 1956 : Parution de « Étroits sont les vaisseaux ».

## Structure du recueil
- Invocation

1. « Et vous, Mers, qui lisez dans de plus vastes songes. »
2. « Je vous ferai pleurer. C'est trop de grâce parmi nous. »
3. « Poésie pour accompagner la marche d'une récitation en l'honneur de la Mer. »
4. « Ainsi louée, serez-vous ceinte, ô Mer, d'une louange sans offense. »
5. « Or il y avait un si long temps que j'avais goût de ce poème. »
6. « Et c'est la Mer qui vint à nous sur les degrés de pierre du drame. »

- Strophe
- I. « Des Villes hautes s'éclairaient sur tout leur front de Mer. »
- II. « Du Maître d'astres et de navigation. »
- III. « Les Tragédiennes sont venues. »
- IV. « Les Patriciennes aussi sont aux terrasses. »
- V. « Langage que fut la Poétesse. »
- VI. « Et cette fille chez les Prêtres. »
- VII. « Un soir promu de main divine. »
- VIII. « Étranger, dont la voile. »
- IX. « Étroits sont les vaisseaux. »
- Chœur

1. « Mer de Baal, Mer de Mammon. »
2. « Avec ceux-là, qui s'en allant, laissent aux sables leurs sandales. »
3. « Innombrable l'image, et le mètre, prodigue. »
4. « Et c'est à Celle-là que nous disons notre âge d'hommes. »
5. « Sur la Ville déserte, au-dessus de l'Arène, une feuille errante dans l'or du soir. »

- Dédicace
  - « Midi, ses fauves, ses famines, et l'an de Mer à son plus haut »

## Analyse du recueil

### Polysémie du titre
Le titre de ce poème constitue une petite énigme en soi dont la polysémie, typique de l'œuvre du poète, est très complexe. En effet, il n’est pas constitué du simple nom de l’élément autour duquel il est centré, contrairement à d’autres poèmes qui fonctionnent sur ce modèle (Pluies, Neiges, Vents). Différentes interprétations sont données par les critiques. Tout d’abord, les « amers » sont les balises qui, près des côtes, signalent la terre et aident les bateaux à pénétrer dans les ports. L'« amer » devient alors un véritable « repère en mer », avec le surgissement possible d'interprétations lacaniennes du mot. Le titre peut se référer à l’amertume du goût de l’eau de mer[Information douteuse], aux premières syllabes d’« Amérique » où a été rédigé ce poème, mais aussi à une dédicace « Aux mers ». Peut-être le plus important est-il de noter que le poète refuse la nomination directe au profit d’un terme aux contours ondoyants et mystérieux.

### Une tentative de nomination
En effet, le poème Amers peut être perçu comme une tentative de nommer la mer, c’est-à-dire de réussir à condenser en mots son essence profonde. À plusieurs reprises, le poète constate que la mer n’a pas reçu son « vrai nom ». L’entreprise poétique est un moyen d’y parvenir. Michèle Aquien dans L’Être et le Nom parle d’Amers comme d’une longue circonlocution pour dire la mer : « Ainsi, le poème fonctionne tout entier comme circonlocution autour du Nom, et, quand il est terminé, tout se passe comme si le Nom avait été dit. »

### La mer dans l'imaginaire de l'homme et du poète
La mer est très importante pour l’homme comme pour le poète. Saint-John Perse qui a grandi aux Antilles et qui a appris très jeune à naviguer, considérait que c’était de l’eau de mer qui coulait dans ses veines. Ensuite, le mot « mer » est le nom commun le plus fréquent de la poésie de Saint-John Perse. D’après les décomptes de Van Rutten, en 1975, se trouvent 541 occurrences dans son œuvre. De plus, la mer, dans l’imaginaire de Saint-John Perse, entretient un lien privilégié avec la poésie : « Textuelle, la Mer ». Les mouvements de l'écriture sont houles, vagues, creux… La mer représente l’essence-même de la poésie selon Saint-John Perse.

### Composition globale
- Si vous ne connaissez pas le sujet, laissez ce bandeau (vous pouvez alors contacter les auteurs).
- Si vous supprimez le contenu mis en cause (vous pouvez préalablement contacter les auteurs),

argumentez précisément cette suppression dans la page de discussion
(un manque de référence n'est pas un argument ; une recherche réelle de référence doit avoir été effectuée, être formellement documentée).
Les trois premières parties sont de plus en plus longues, contrairement à la dernière qui est très courte. Amers semble se construire selon deux mouvements complémentaires : un mouvement rectiligne et un mouvement circulaire. Un mouvement global rectiligne est discernable dans ce poème en observant simplement la progression thématique : il part des villes côtières pour s’avancer peu à peu vers la pleine mer. En ce qui concerne le mouvement circulaire, le début et la fin du poème se font écho. Tout d’abord, le poème s’ouvre et se clôt sur le mot « Mer ». Ensuite, il évoque la même heure du « Midi » en ouverture « Les sagaies de Midi » et en conclusion « Midi, ses fauves, ses famines ». Le poème a-t-il décrit une rotation complète du soleil autour de la terre ou s’est-il, au contraire, concentré en un unique instant infiniment étiré ?[Interprétation personnelle ?]

## Aboutissement
Amers  marque l’aboutissement de l’œuvre de Saint-John Perse.
En s’accordant au mouvement maritime, traduisant par sa prosodie le ressac et la vague, le poème exprime et est le langage de la mer. Il met à contribution le rythme et la sonorité, l’exactitude et le mystère par une syntaxe somptueuse. Tout entier dans le réel, s’appuyant dans l’immanence, il se projette dans une transcendance métaphysique. Le poète écrit:

« J’ai voulu exalter, dans toute son ardeur et sa fierté, le drame de cette condition humaine, ou plutôt de cette marche humaine, que l’on se plaît aujourd’hui à ravaler et diminuer jusqu’à vouloir la priver de toute signification, de tout rattachement suprême aux grandes forces qui nous créent, qui nous empruntent ou qui nous lient. C’est l’intégrité même de l’homme - et de l’homme de tous les temps, physique et moral, sous la vocation de puissance et son goût du divin - que j’ai voulu dresser sur le seuil le plus nu, face à la nuit splendide de son destin en cours. Et c’est la Mer que j’ai choisie, symboliquement, comme miroir offert à ce destin - comme lieu de convergence et de rayonnement: vrai « lieu géométrique » et table d’orientation, en même temps que réservoir de forces éternelles pour l’accomplissement et le dépassement de l’homme, cet insatiable migrateur. »

Robert Sabatier en conclut: « Le poète est devenu son poème »,

## En musique
La compositrice Kaija Saariaho a donné le titre Amers à une œuvre pour violoncelle solo, ensemble et électronique (1992), en référence explicite au recueil de Saint-John Perse. Par reprise de la métaphore de Perse, le violoncelliste y « navigue entre ensemble et électronique, tel un marin dans une mer de sons ». Coutumière du poète, Saariaho a par ailleurs intégré des références au recueil Oiseaux à ses œuvres pour flûte Laconisme de l'aile et Aile du Songe, qui en tirent aussi leurs titres.

## Éditions
- Amers, 20 lithographies originales d'André Marchand, lettrines et signes typographiques gravés sur bois par Robert Blanchet, 150 exemplaires numérotés, Les Bibliophiles de Provence, 1962.
- Amers suivi de Oiseaux et de Poésie – Allocution au banquet Nobel du 10 décembre 1960, Poésie/Gallimard, éditions Gallimard, 1970, 171 p.,  (ISBN 978-2-07-030-248-2)
- Œuvres complètes, Bibliothèque de la Pléiade, éditions Gallimard, 1972, 1 424 p.